# Paul Verhaeghen
Pour les articles homonymes, voir Verhaeghen.
Ne doit pas être confondu avec Paul Verhaegen.
Paul Verhaeghen (Lokeren, 1965) est un psychologue et écrivain belge d’expression néerlandaise, mais écrivant aussi en anglais. Docteur en psychologie de la Katholieke Universiteit Leuven, il travailla d’abord au Centre de psychologie du développement de son université d’origine, puis s’en alla enseigner la psychologie cognitive aux États-Unis. C’est cependant en tant qu’écrivain, plus particulièrement comme auteur du roman Oméga mineur, « fresque-monde qui explore le XXe siècle et tente de percer le mystère de l'Histoire, de l'horreur humaine et de l'atome », qu’il acquit une notoriété mondiale.

## Biographie
Né dans la petite ville provinciale de Lokeren, Verhaeghen grandit à Alost, puis à Coxyde, sur le littoral. Il suivit des études secondaires à Alost, au collège Saint-Joseph, dirigé par des pères Jésuites, puis entreprit des études de psychologie théorique à l’université catholique de Louvain, dont il sort titulaire d’une maîtrise en 1989. En 1994, il soutint une thèse de doctorat portant le titre Teaching old dogs new memory tricks: plasticity in episodic memory performance in old age. Il travailla jusqu’en 1997 au Centre de Psychologie développementale de Louvain, puis, de 1997 à 2007, au département de psychologie de l’université de Syracuse de New York, d’abord en tant que professeur assistant, ensuite, à partir de 2003, comme professeur associé. Depuis 2007, il est attaché à la Georgia Institute of Technology d’Atlanta.
Parallèlement à ses activités universitaires comme psychologue cognitif, Verhaeghen mène aussi une carrière d’écrivain. De sa main ont paru à ce jour deux romans : Lichtenberg en 1996, son début en littérature, couronné en 1997 du prix ASLK Debuutprijs, qui traite des efforts infructueux d’un jeune homme en quête d’harmonie, suivi en 2004 de l’ambitieux roman Oméga mineur, qui valut à l’auteur le Prix triennal de la Communauté flamande, le Prix Ferdinand-Bordewijk, tous deux en 2005, et le Prix de littérature des Provincies flamandes en 2006. Paul Verhaeghen lui-même en donna une traduction anglaise, qui remporta en 2008 le The Independent Foreign Fiction Prize.
En protestation contre l’invasion américaine de l’Irak et contre la pratique de la torture qui, selon Verhaeghen, en fut la conséquence, notamment à Abu Ghraib, l’auteur fit verser les montants liés à ces prix littéraires au mouvement American Civil Liberties Union (ACLU), mouvement américain pour les droits civiques, afin d’empêcher qu’une part de ces sommes ne parvienne, par le biais des impôts, au gouvernement Bush qualifié par Verhaeghen de protofasciste.

## Œuvres
- Lichtenberg: een roman, hoewel opgebouwd uit slechts twee vragen, toch verdeeld in dertien hoofdstukken, roman (Meulenhoff/Manteau, 1996).
- VenusBergVariaties, lettres et récits (en collaboration avec Isabelle Rossaert, 1999)
- Omega Minor, trad. française sous le titre Oméga mineur, roman (Meulenhoff/Manteau, 2004). Il s’agit d’une vaste mosaïque narrative, fractionnée, relatant à la première personne les destinées entrecroisées de différents narrateurs se relayant au cours du roman (une de ces destinées exposées, pour compliquer encore les choses, apparaîtra d’ailleurs n’être qu’une biographie d’emprunt). On serait autant embarrassé à en résumer l’intrigue qu’à en définir le sujet (Histoire du XXe siècle ?). La physique et la cosmologie modernes et leurs grands questionnements y jouent un rôle proéminent, non seulement comme matière narrative (les étapes conduisant à la fabrication de la première bombe atomique y sont p.ex. exposées et constituent un des épisodes romanesques centraux du roman) et comme source de métaphores (au même titre que la biologie et la neurologie), mais aussi comme strate de signification, en ce qu’un parallélisme est établi entre histoire de l’humanité et histoire de l’univers, l’impossibilité de progrès de la première trouvant son reflet dans le mouvement perpétuel de contraction et d'expansion qui caractérise la deuxième. Un autre acteur central est la ville de Berlin, grande métaphore elle-même également, dont les couches géologiques de son urbanisme sont autant de dépôts de l’histoire européenne et font écho à la superposition et juxtaposition des parcours individuels des différents personnages. L’ouvrage, qui est assez copieusement assaisonné de scènes érotiques, se termine, en guise de clef finale, par un épisode de science-fiction autour de l’explosion d’une bombe nucléaire d’un type nouveau.

En 2007, l’auteur en donna lui-même une traduction anglaise, laquelle suscita dans la presse anglo-saxonne plusieurs recensions élogieuses (même si les critiques ne se sont pas gardés d’en souligner les quelques maladresses), notamment dans le numéro du 17 décembre 2007 du magazine Time, sous la plume de Donald Morrison. Ensuite, le roman est publié en traduction hongroise, allemande et française ; cette dernière traduction, établie par Christophe Claro à partir de la version anglaise, et parue en 2010 au Cherche midi, dans la collection Lot 49 (Paris, 739 pages,  (ISBN 978-2-7491-1347-0)), fut accueillie avec intérêt par la presse française.

- Autoriteit, Amsterdam, De Bezige Bij, septembre 2015, 272 p. (ISBN 9789023492818) (essai de psychologie)
- Intimiteit, Amsterdam, De Bezige Bij, novembre 2018, 256 p. (ISBN 9789403139104) (essai de psychologie)